# Skovtårnet

Waldturm von Camp Adventure in Rønnede, Faxe, Seeland, Dänemark

Skovtårnet ist ein 45 Meter hoher Aussichtsturm im Klosterwald Gisselfeld auf der dänischen Insel Seeland. Er wurde im März 2019 eröffnet und bietet Besuchern einen 360-Grad-Panoramablick auf die umliegende Landschaft. Mit einer Gesamthöhe von 135 Metern über dem Meeresspiegel ist der Skovtårnet der höchste Punkt auf Seeland.

## Geschichte
Der Turm ist Teil des Freizeitparks Camp Adventure, zu dem auch ein Hochseilgarten gehört. Die Bauarbeiten begannen 2017 und das Projekt wurde von EFFEKT Arkitekter entworfen. Ziel war es, eine einzigartige Verbindung zwischen Architektur und Natur zu schaffen. 

## Architektur

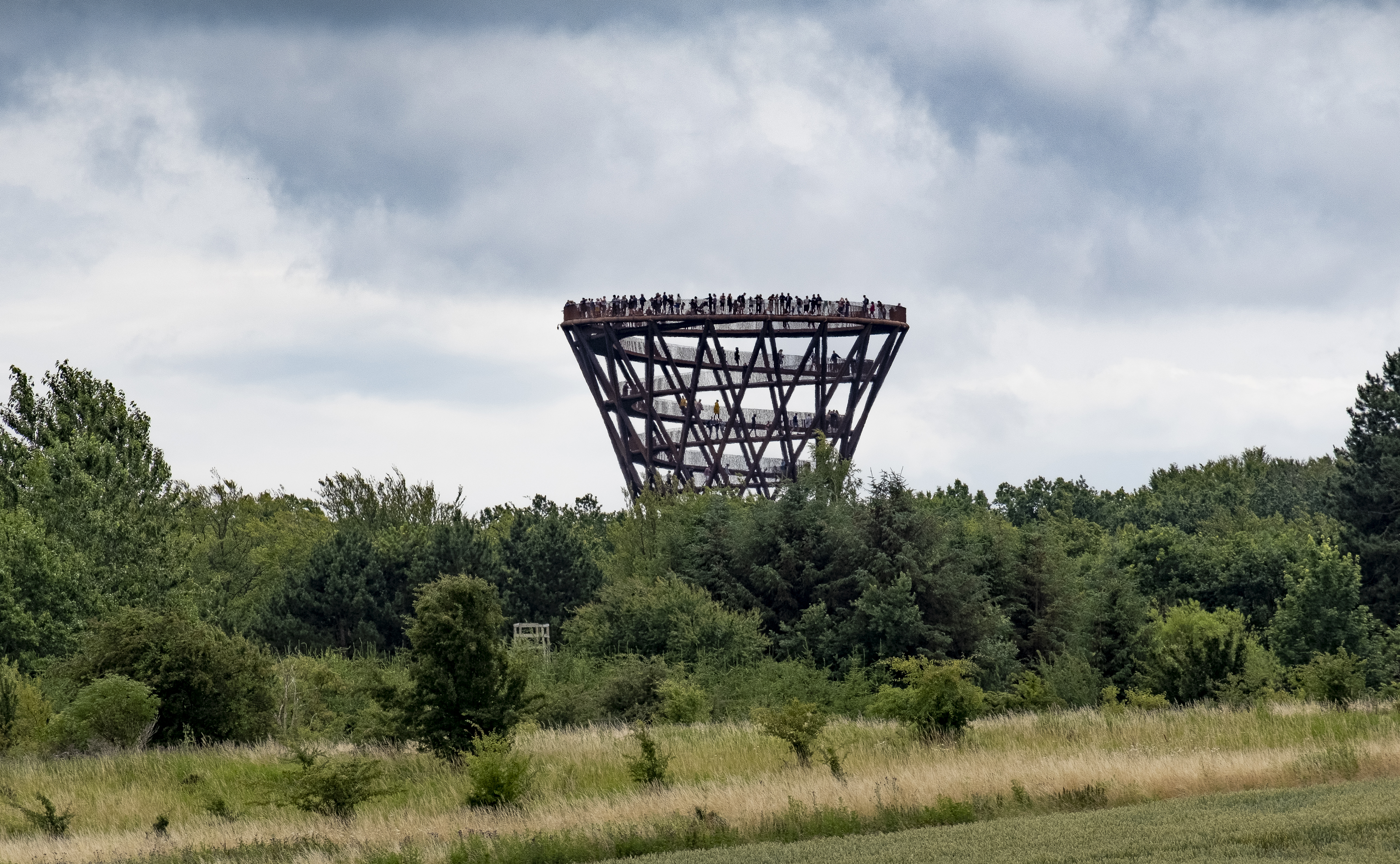
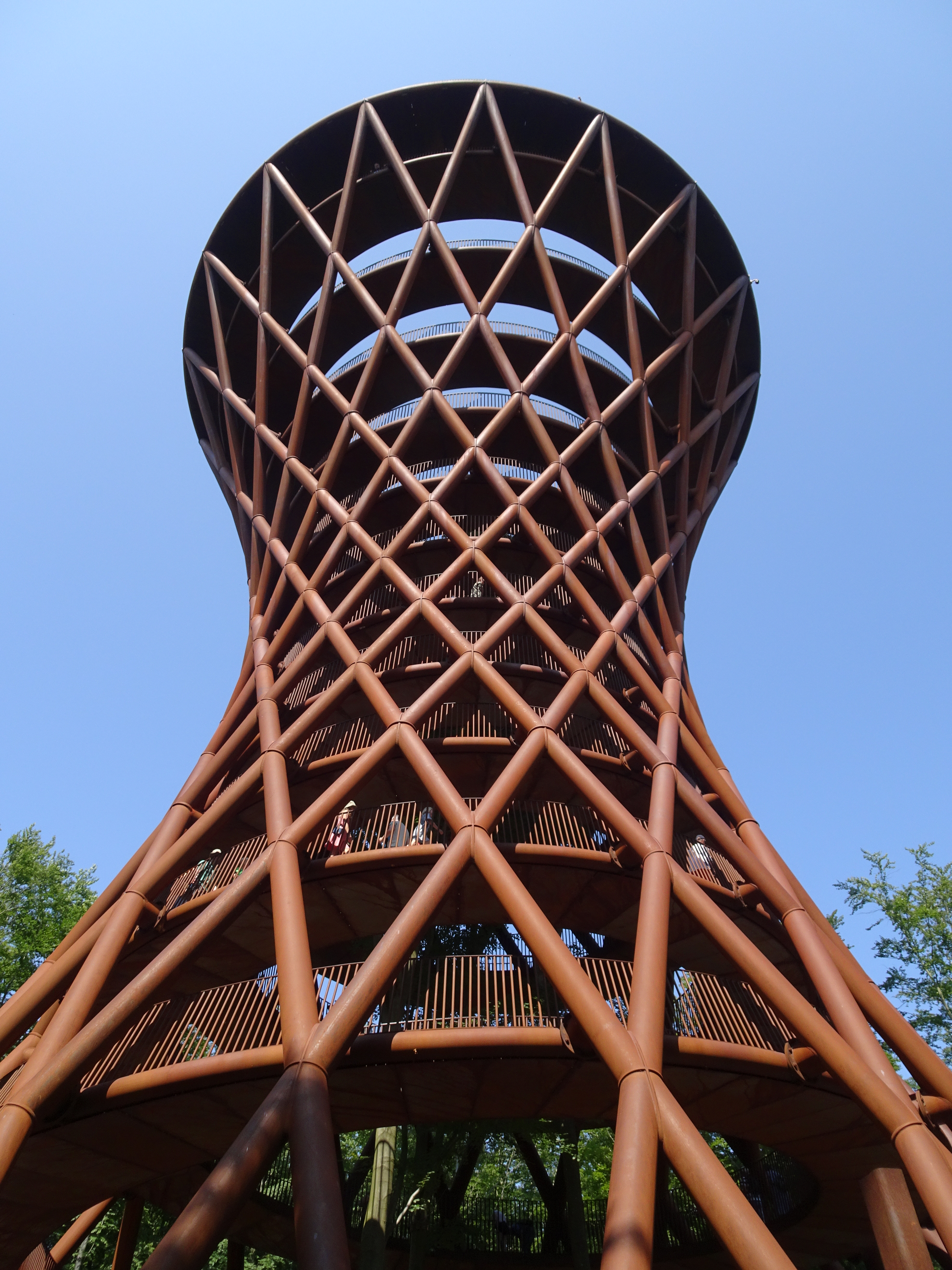
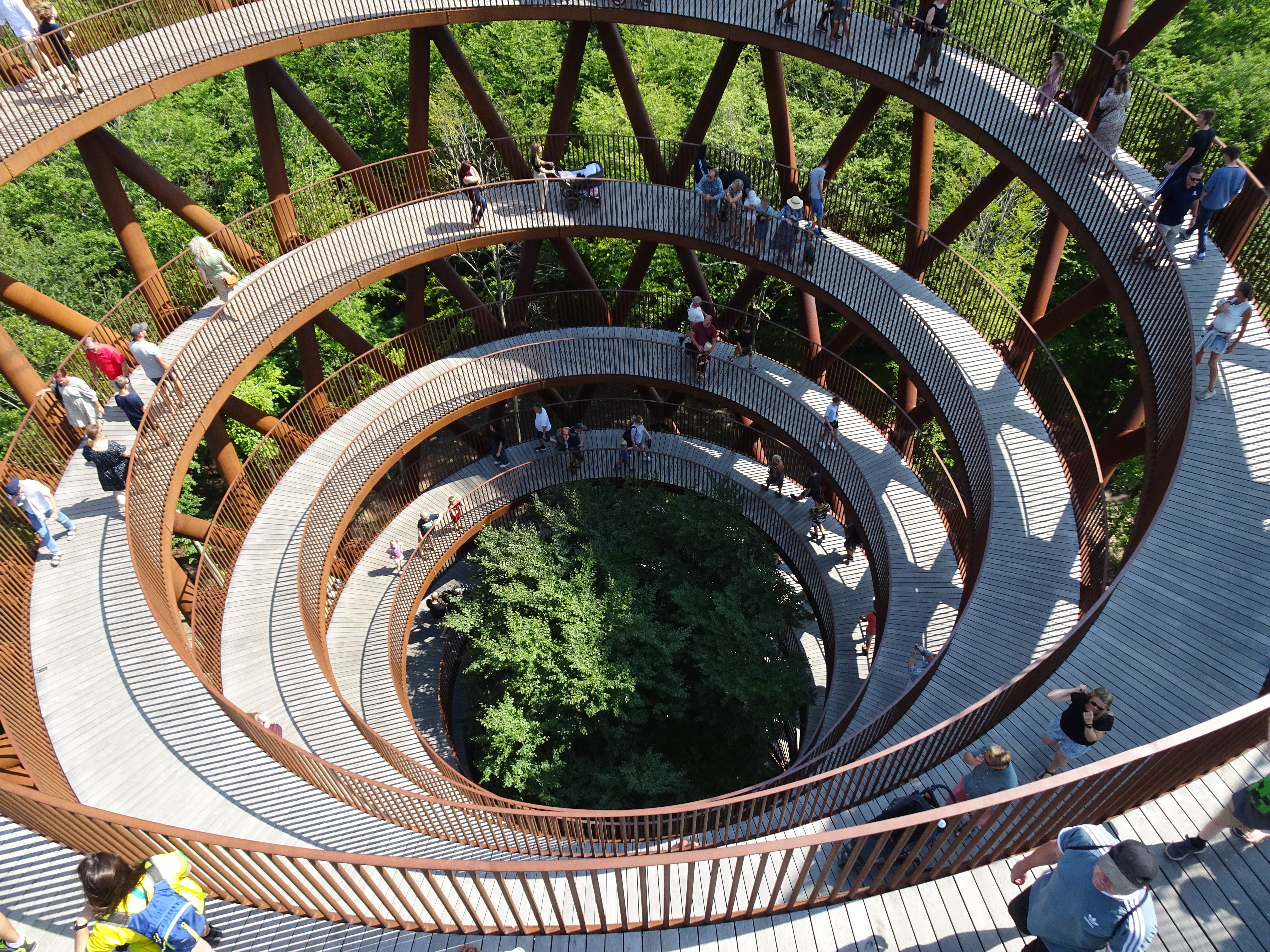
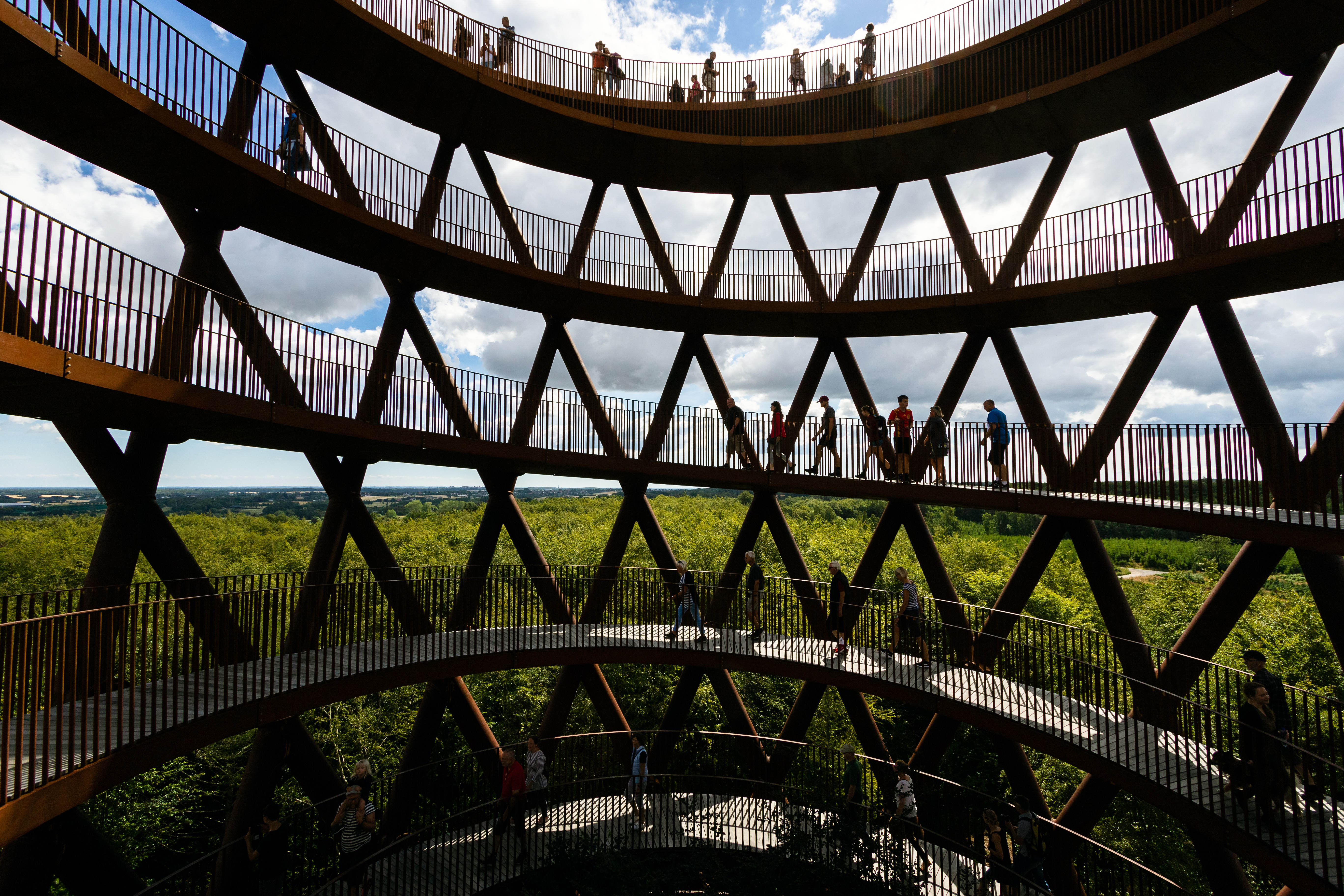
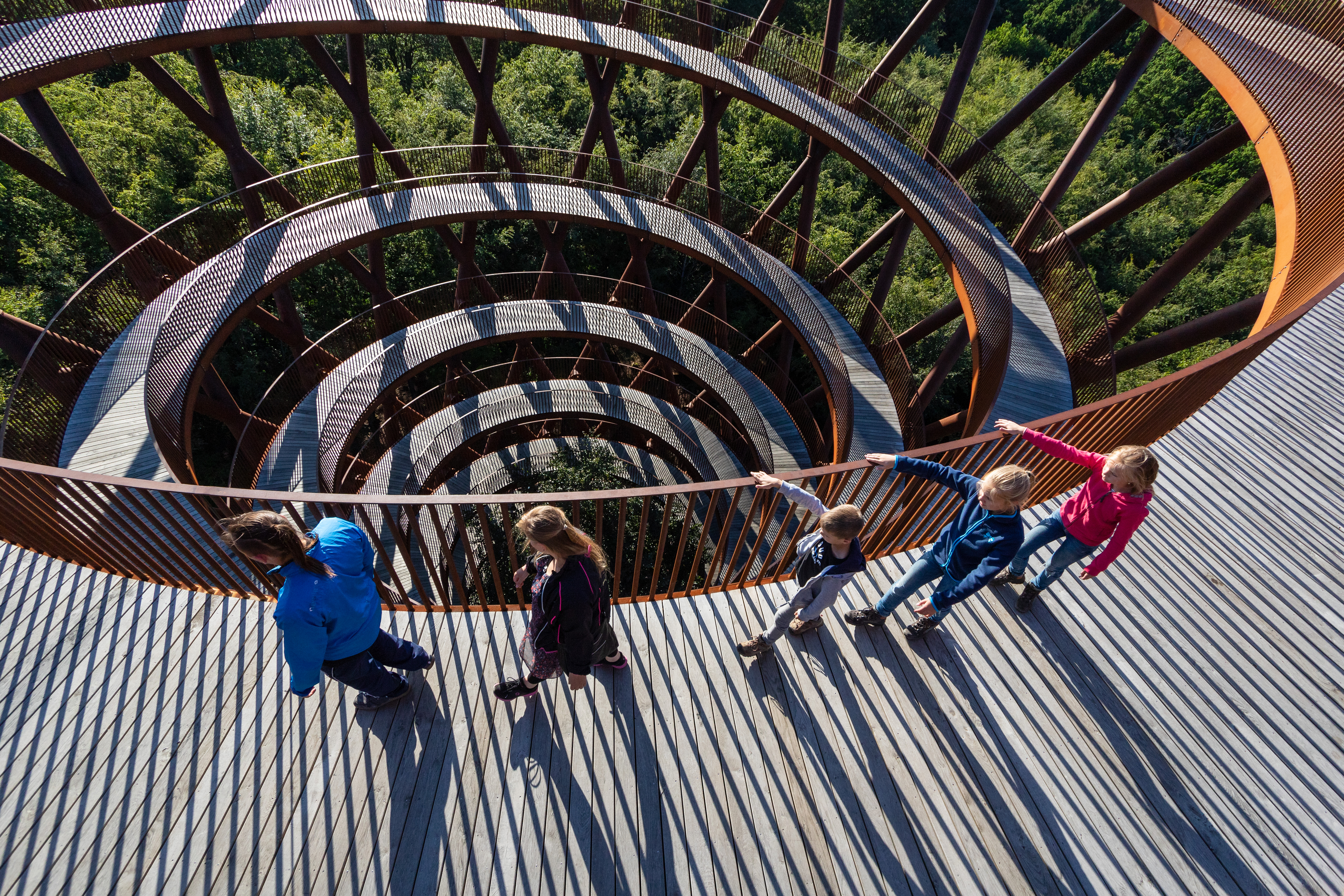

Skovtårnet zeichnet sich durch seine markante, hyperbolische Form aus, die an eine Sanduhr erinnert. Die Konstruktion besteht aus witterungsbeständigem Cortenstahl und lokalem Eichenholz aus PEFC-zertifizierten Wäldern der Region, was die Nachhaltigkeit des Projekts unterstreicht.  Eine spiralförmige Rampe mit einer Länge von 650 Metern und einer Steigung von 7,5 % führt die Besucher vom Waldboden bis zur Aussichtsplattform. Auf dem Weg nach oben durchqueren die Besucher verschiedene Vegetationszonen und erhalten unterschiedliche Einblicke in den Wald.